# Erythromyiella rufa
Erythromyiella rufa är en tvåvingeart som först beskrevs av Willi Hennig 1935.  Erythromyiella rufa ingår i släktet Erythromyiella och familjen skridflugor. Inga underarter finns listade i Catalogue of Life.